# Bartramia pugionifolia
Bartramia pugionifolia là một loài rêu trong họ Bartramiaceae. Loài này được E. Britton Müll. Hal. mô tả khoa học đầu tiên năm 1897.